# Olympische Winterspiele 1968/Teilnehmer (Jugoslawien)
| Gelbes Symbol für Goldmedaillen mit stilisierten Olympischen Ringen | Graues Symbol für Silbermedaillen mit stilisierten Olympischen Ringen | Braundes Symbol für Bronzemedaillen mit stilisierten Olympischen Ringen |
| ------------------------------------------------------------------- | --------------------------------------------------------------------- | ----------------------------------------------------------------------- |
| —                                                                   | —                                                                     | —                                                                       |

Jugoslawien nahm an den X. Olympischen Winterspielen 1968 im französischen Grenoble mit einer Delegation von 30 Athleten in vier Disziplinen teil, davon 29 Männer und eine Frau. Ein Medaillengewinn gelang keinem der Athleten.

## Teilnehmer nach Sportarten

### Eishockey
Männer
| - Anton Jože Gale - Rudi Knez - Franc Razinger - Ivo Jan - Vlado Jug - Ivo Ratej - Viktor Ravnik - Janez Mlakar - Viktor Tišler | - Jože Bogomir Jan - Boris Renaud - Ciril Klinar - Albin Felc - Roman Smolej - Franc Smolej - Miroslav Gojanović - Rudi Hiti - Slavko Beravs |

- 9. Platz

### Ski Alpin
Männer
- Jože Gazvoda
Abfahrt: 47. Platz (2:10,51 min)
Riesenslalom: 58. Platz (3:57,15 min)
Slalom: im Vorlauf ausgeschieden

- Blaž Jakopič
Abfahrt: 51. Platz (2:11,00 min)
Riesenslalom: 43. Platz (3:48,54 min)
Slalom: 28. Platz (1:57,48 min)

- Andrej Klinar
Abfahrt: 41. Platz (2:09,61 min)
Riesenslalom: 52. Platz (3:52,83 min)
Slalom: im Vorlauf ausgeschieden

Frauen
- Majda Ankele
Abfahrt: 36. Platz (1:52,13 min)
Riesenslalom: 29. Platz (2:02,44 min)
Slalom: 12. Platz (1:31,60 min)

### Skilanglauf
Männer
- Mirko Bavče
15 km: 45. Platz (53:10,7 min)
30 km: 49. Platz (1:47:48,9 h)

- Alojz Kerštajn
15 km: 40. Platz (52:31,7 min)
30 km: 44. Platz (1:46:09,5 h)
50 km: 35. Platz (2:43:54,1 h)

- Janez Mlinar
15 km: 43. Platz (52:54,4 min)
30 km: 47. Platz (1:46:43,2 h)
50 km: Rennen nicht beendet

### Skispringen
- Peter Eržen
Normalschanze: 51. Platz (163,2)
Großschanze: 44. Platz (161,7)

- Marjan Mesec
Normalschanze: 46. Platz (170,1)

- Marjan Pečar
Normalschanze: 38. Platz (185,1)
Großschanze: 39. Platz (172,8)

- Peter Štefančič
Großschanze: 38. Platz (173,4)

- Ludvik Zajc
Normalschanze: 14. Platz (205,4)
Großschanze: 9. Platz (203,8)